# Apospasta maryamae
Apospasta maryamae är en fjärilsart som beskrevs av François Louis Nompar de Caumont de Laporte 1984. Apospasta maryamae ingår i släktet Apospasta och familjen nattflyn. Inga underarter finns listade i Catalogue of Life.